# Archanděl

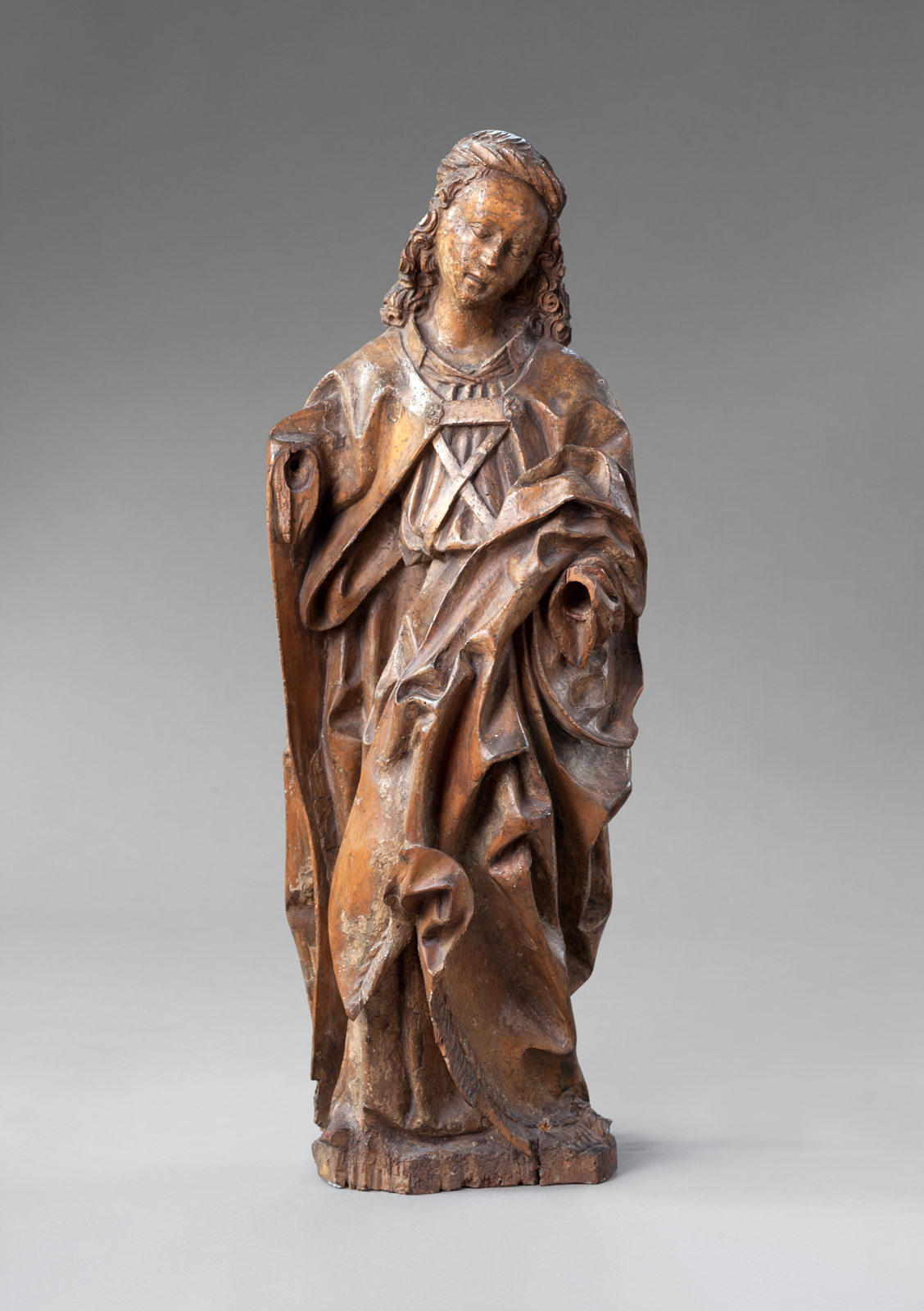
Archanděl Gabriel z Nedvědic, 80. léta 15. století, Alšova jihočeská galerie v Hluboké nad Vltavou

Archanděl (z řeckého: ἀρχή – archē vrchní nebo vedoucí a άγγελος – ángelos, posel) je v mnoha náboženských systémech anděl vyššího řádu. Andělé i archandělé jsou součástí monoteistických náboženských tradic křesťanství, judaismu, islámu či zoroastrismu. Teologická disciplína zabývající se anděly se nazývá angelologie.
V protokanonických spisech bible se jako archanděl výslovně jmenuje pouze Michael. Gabriel, zmíněný Lukášovým evangeliem, je pouze nepřímo dovozován jako archanděl. Rafael je zmíněn v deuterokanonické knize Tobiáš a Uriel v apokryfních : 1.knize Henochově a 4.knize Ezdrášově.

## Archanděl v judaismu
V židovském náboženství není výslovná zmínka o archandělech v kanonických knihách Písma. V zásadě není v Písmu ani mnoho zmínek o andělech jako takových a předpokládá se, že zájem Židů o anděly vzrostl až po babylonském zajetí. V rabínské tradici a Kabale vzrostl počet archandělů na sedm, přičemž Michael, Rafael a Gabriel jsou nesporní. Mezi ostatními čtyřmi mohou být Uriel, Sariel, Raguel, Remiel, Zadkiel, Jophiel, Haniel a Chamuel.
Staré židovské texty uvádějí patnáct archandělů:
- Ariel
- Azrael
- Gabriel
- Haniel
- Chamuel
- Jeremiel
- Jofiel
- Metatron
- Michael
- Rafael
- Raguel[1]
- Raziel
- Sandalfon
- Uriel
- Zadkiel

## Archanděl v křesťanství
Církevní tradice vidí jako archanděly tři anděly, jejichž jména se nacházejí v Písmu – Michaela, Gabriela a Rafaela. Tito tři archandělé slaví svátek v jeden den a to 29. září. V bibli je však za archanděla výslovně označen pouze Michael, jako kníže Božích „vojsk“ či ochránce Izraele a odpůrce ďábla ve sporu o Mojžíšovo tělo. Michael je také andělem Posledního soudu, který se utká s drakem představujícím Antikrista. Anděl Rafael (též Refáel, Ochranitel) je zmíněn v deuterokanonické (apokryfní) knize Tóbijáš, kde pomáhá hlavní postavě knihy. V Bibli je dále zmiňován anděl Gabriel (Zvěstovatel), který např. zvěstuje narození Krista. Jména dalších archandělů se vyskytují v různých starozákonních apokalypsách či židovských apokryfech. Pravoslaví uznává osm archandělů – vedle tří výše zmíněných též: Uriel (viz apokryfní knihy: 4. Ezdrášova a 1. Henochova), Šealtiel, Jugidiel, Barachiel, Jeremiel.
Nový zákon často hovoří o andělích (např. posel k Panně Marii, k pastýřům, andělé, kteří osvobodili sv. Petra z vězení), ale má pouze dvě reference o archandělech, a to v Listu Judově o Michaelovi a v Prvním listě Tesalonickým, kde se mluví o „hlasu archanděla“, který bude slyšen při návratu Krista.

## Archanděl u Svědků Jehovových
Svědkové Jehovovi zastávají názor, že existuje pouze jediný archanděl – Michael, kterého ztotožňují s Ježíšem Kristem.